# Publio Cornelio Rutilo Cosso
Publio Cornelio Rutilo Cosso (Roma, ... – ...; fl. V secolo a.C.) è stato un politico e militare romano del V secolo a.C..

## Dittatura
Nel 408 a.C., dopo che il Senato aveva deciso che la campagna militare contro i Volsci ed Equi, radunatisi davanti ad Anzio, avrebbe dovuto essere condotta da un dittatore, nonostante la contrarietà  dei tribuni consolari Gaio Giulio Iullo e Publio Cornelio Cosso, che avrebbero voluto condurre personalmente la guerra, fu nominato dittatore dal terzo tribuno consolare dell'anno, Gaio Servilio Strutto Ahala.
Nominato Magister equitum proprio Gaio Servilio Strutto Ahala, Publio Cornelio condusse l'esercito romano ad una facile vittoria contro i nemici.
(Tito Livio, "Ab Urbe Condita", IV, 4, 57)

## Tribunato consolare
Nel 406 a.C. fu eletto tribuno consolare con Numerio Fabio Ambusto, Gneo Cornelio Cosso e Lucio Valerio Potito, al suo secondo tribunato.
Il senato decise di dichiarare a Veio
(Tito Livio, "Ab Urbe Condita", IV, 4, 58)
Ma nonostante questo non si riuscì ad organizzare una leva militare per questa guerra, sia per il protrarsi delle operazioni militari contro i Volsci, sia per l'opposizione dei tribuni della plebe, che vedevano nelle campagne militari, il mezzo attraverso il quale i patrizi evitavano di discutere delle riforme chieste dalla plebe.
Si decise comunque di continuare la guerra contro i Volsci; mentre Gneo Cornelio rimaneva a presidio di Roma, Lucio Valerio e 
Publio Cornelio operavano azioni diversive, dirigendosi rispettivamente verso Anzio ed Ecetra, mentre Numerio Fabio si dirigeva verso Anxur, che conquistava e dava al saccheggio, vero obiettivo dei tribuni.
Fu anche l'anno in cui il Senato emanò una legge a favore dei soldati.
(Tito Livio, "Ab Urbe Condita", IV, 4, 59)